# 西北角駅
西北角駅（せいほくかく-えき）は中華人民共和国天津市紅橋区に位置する天津地下鉄1号線の駅。

## 駅構造
- 相対式ホーム2面2線の地下駅で、ホームドア完備。出口はA～Dの4箇所ある。

## 駅周辺
- 民族文化宮
- 清真寺
- 回民中学校
- 復興中学校
- 天津市第三十一中学校

## 歴史
- 1984年12月28日 - 開業。
- 2001年10月19日 - リニューアル工事のため運転中止。
- 2006年6月12日 - 再開業。

## 隣の駅
- ■1号線

西南角駅 - 西北角駅 - 西站駅
| スタブアイコン | サブスタブ | この項目は、まだ閲覧者の調べものの参照としては役立たない、鉄道に関連した書きかけの項目です。この項目を加筆・訂正などしてくださる協力者を求めています（P:鉄道/PJ:鉄道）。 |

座標: 北緯39度08分46秒 東経117度09分53秒 / 北緯39.1462度 東経117.1646度